# Ostafrikanisches Orogen

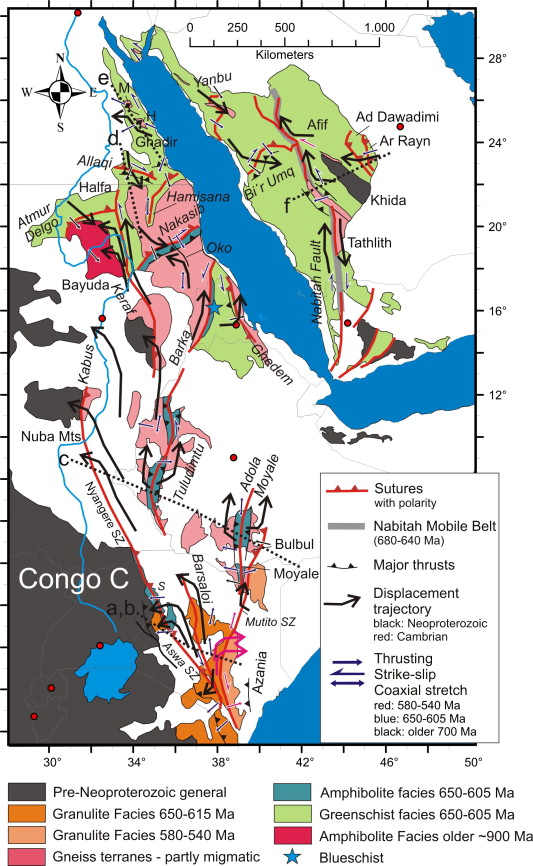
Arabisch-Nubischer Schild Metamorphe Fazies

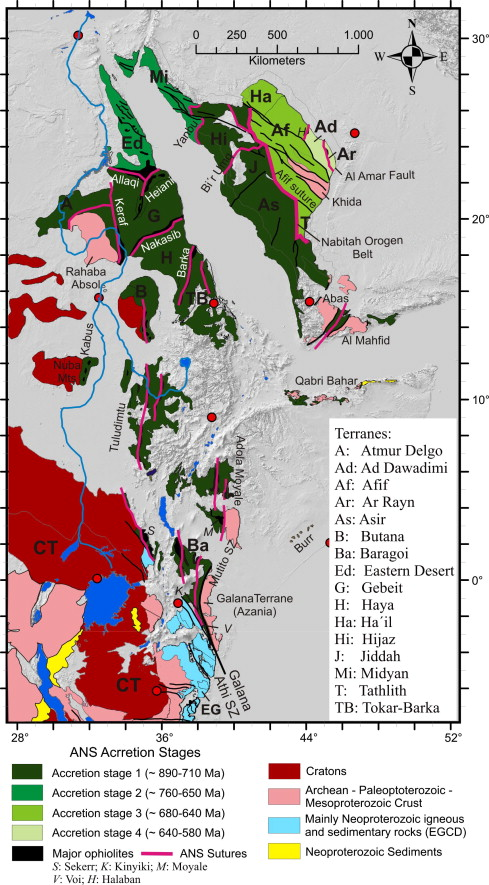
Arabisch-Nubischer Schild mit Krustenprovinzen und -alter

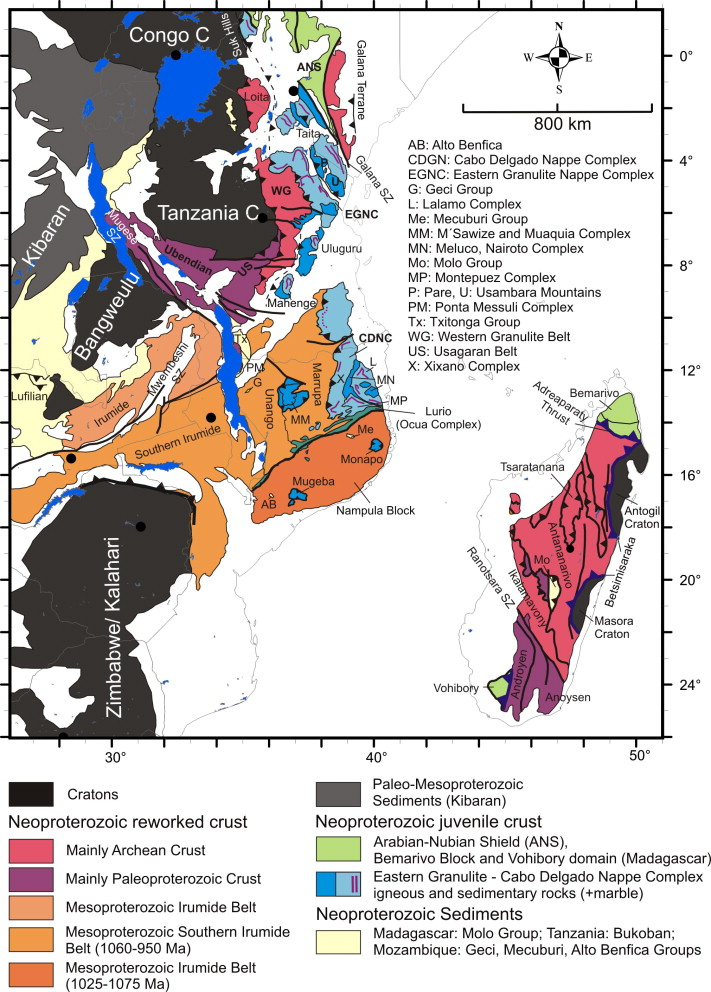
Mosambik-Gürtel mit Krustenprovinzen und -alter

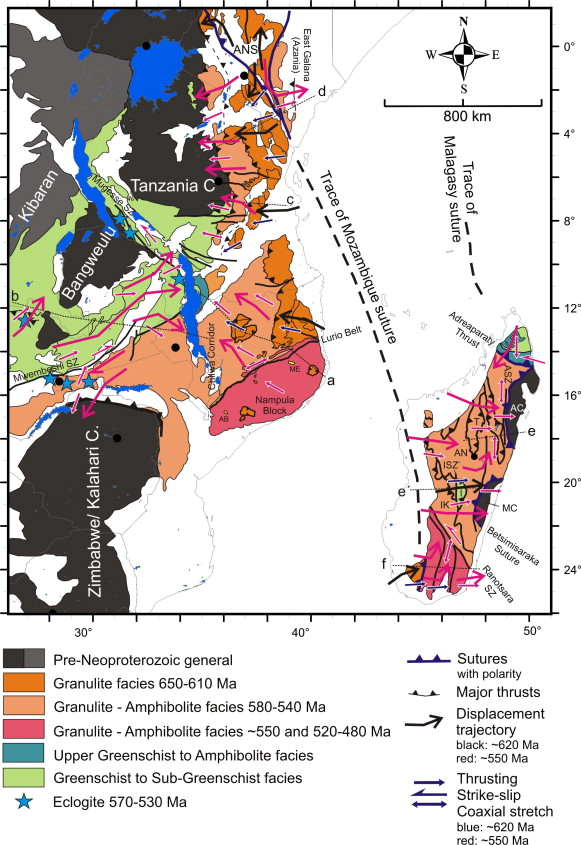
Mosambik-Gürtel Strukturelle und metamorphe Fazies

Das Ostafrikanische Orogen ist ein etwa 6.000 km langer, neoproterozoischer Orogenkomplex, der in Nord-Süd-Richtung im Osten Afrikas und im angrenzenden Teil Vorderasiens verläuft. Er beginnt im Süden Israels, verläuft weiter über Jordanien und die Sinai-Halbinsel bis nach Mosambik. Auch Teile des präkambrischen Grundgebirges von Madagaskar werden dem Ostafrikanischen Orogen zugerechnet.
Die geologische Entwicklung erfolgte im Rahmen der Pan-Afrikanischen Orogenese und steht im Zusammenhang mit der Konfiguration des relativ kurzlebigen Superkontinentes Pannotia nach dem Zerfall seines Vorgängers Rodinia. Sie erstreckt sich zeitlich von vor etwa 900 Millionen Jahren (im folgenden Text als mya abgekürzt) bis 500 mya. Im Zuge der Bildung Pannotias wurde der größte durchgehende Gebirgszug des Neoproterozoikums und frühen Kambriums aufgefaltet. Er war vergleichbar mit dem heutigen Hochgebirgssystem der Alpidischen Orogenese, das sich von den Alpen bis zum Himalaya erstreckt. Langanhaltende Verwitterung und Erosion sorgten während und nach der Auffaltung für die Abtragung (Denudation) dieses Hochgebirges und die Ablagerung des Abtragungschuttes in den umliegenden Sedimentbecken.
Zur Entwicklung des Ostafrikanischen Orogens gehören einige der bedeutsamsten geologischen Vorgänge, die zur Formation Pannotias bzw. des noch weit ins Phanerozoikum hinein stabilen großen Südkontinentes Gondwana führten. Dies waren insbesondere die
- Konsolidierung, d. h. die jüngste tektono-metamorphe Episode in der geologischen Geschichte des Arabisch-Nubischen Schildes
- Konsolidierung des Grundgebirges von Madagaskar
- Kollision „Ur-Madagaskars“ mit „Ur-Ostafrika“ und anschließendes Andocken des Indischen Kratons an beide

## Geografische Erstreckung
Das Ostafrikanische Orogen besteht aus dem Arabisch-Nubischen Schild (ANS), dem Mosambik-Gürtel und findet seine geologische Fortsetzung auf Madagaskar.

### Arabisch-Nubischer Schild
Der Arabisch-Nubische Schild beginnt im Süden von Israel und verläuft weiter über die Sinai-Halbinsel auf die Arabische Platte. Die Landmassen des ANS wurden vor 38 my durch das Rote Meer (RM) getrennt.
In Nord-Süd-Richtung gesehen befindet sich der ANS westlich des RM auf dem Nubischen Schild mit der Östlichen bzw. Arabischen Wüste und der Nubischen Wüste mit den heutigen Staaten Ägypten im Norden bis hin zu Äthiopien und Süd-Kenia im Süden.
An der Ostseite des RM liegt der Arabische Schild mit den Staaten Israel im Norden bis hin zu Somalia im Süden. Westlich ist der ANS begrenzt durch den Sahara Metakraton, den damals noch verbundenen Kraton Kongo-São Francisco (Kongo-SF) und dem Kraton Tansania. Östlich geht er über in die Arabische Platte.

### Mosambik-Gürtel
Der Mosambik-Gürtel schließt südlich an den Arabisch-Nubischen Schild an. Er verläuft vom südlichen Äthiopien, Kenia Somalia, Tansania, Malawi bis hin zu Mittel-Mosambik.
Im Westen wird er begrenzt durch den Lufifian-Bogen.

### Madagaskar
Das Zentrum von Madagaskar bildet der Kraton Antananarivo. Sedimentären Einheiten sind der Bemarivo-Gürtel im äußersten Norden, die Vohibory-Domaine im äußersten Süden, die Androyen-Einheit im Süden, der Molo-Bereich im südwestlichen Zentrum sowie die Betsimisaraka-Suturzone in den östlichen Bereichen.

## Geologische Entwicklung
Mit dem Zerfall von Rodinia bildeten sich vielfältige Ozeanbodenspreizungen, und der Mosambik-Ozean öffnete sich. Als sich der Mosambik-Ozean wieder zu schließen begann und unter die afrikanische Ostküste subduzierte (abtauchte) lösten sich von der afrikanischen Ostküste ein oder mehrere Krustenblöcke, Terrane oder Mikrokontinente archaischen und paläoproterozioschen Ursprungs.
Es wird angenommen, dass mit der Subduktion die Bildung von ozeanischen Inselbögen mit Backarc- und Forearc-Becken einher ging. Dadurch wurde die afrikanische kontinentale Kruste gedehnt, was schließlich zur Ablösung der Krustenblöcke führte (englisch slab roll-back). Der Zeitraum dieser Trennung ist noch nicht geklärt.
Die abgelösten Landmassen wurden nach einem alten Namen für Bereiche der afrikanischen Ostküste Azania benannt. Azania erstreckte sich mutmaßlich vom heutigen Madagaskar, Somalia, Äthiopien bis hin zu den Afif Terranen auf dem Arabisch-Nubischen Schild.

### Arabisch-Nubischer Schild
Der Arabisch-Nubische Schild entstand aus Akkretion (Zusammenschluss) von einer Vielzahl von intra-ozeanischen Platten und möglicherweise ozeanischen Plateaus sowie anderen Terranen, die im Westen mit dem Sahara-Metakraton sowie den Kratonen Kongo-SF und Tansania und im Osten mit Azania und den Afif Terranen zusammen stießen. Dieser Zusammenschluss erfolgte zwischen 890 und 580 mya. Der südlichste Teil des ANS befindet sich vermutlich auf der Nord- sowie Südspitze von Madagaskar mit dem Bemarivo-Gürtel und der Vohibory-Domaine. Der Mosambik-Ozean schloss sich dabei im Bereich des ANS.

### Mosambik-Gürtel
Die Bildung vom Mosambik-Gürtel steht im Zusammenhang mit der Öffnung des Mosambik-Ozeans und späterer Schließung infolge der Kollision von Westgondwana, in diesem Zusammenhang insbesondere Afrika mit seinen Kratonen Sahara Metakraton, Kongo-São Francisco (Kongo-SF), Tansania, und dem Bangweulu-Block mit Groß-Indien (Indien mit NO-Madagaskar, Sri Lanka und die Seychellen) von 650 bis 620 mya. Es entstanden Neoproterozoische juvenile Krustenprovinzen.
Diesem Ereignis folgte zwischen 600 und 550 mya die Kollision von Ostgondwana, in diesem Fall Ostantarktika und Australia, mit den afrikanischen Kratonen Kalahari und Kongo-SF, bezeichnet als Kuunga-Orogenese. Bei diesem Ereignis wurden Vor-Neoproterozoische Krustenbereiche umgeformt.

### Madagaskar
Der in Zentralmadagaskar liegende Kraton war ursprünglich Bestandteil der ostafrikanischen Küste mit den Kratonen Kongo-SF und Tansania sowie dem Bangweulu-Block. Auch der madagassische Kraton wurde während der Subduktion des Mosambik-Ozeans unter Groß-Indien von der afrikanischen Kontinentalmasse getrennt.
Nach der Loslösung des Kratons war er westlich vom Mosambik-Ozean und östlich vom Malagasy-Ozean umgeben.
Als Groß-Indien sich zwischen 650 und 620 mya Richtung ostafrikanische Küste bewegte kollidierten einerseits der Kraton Antananarivo wieder mit Afrika und Groß-Indien mit dem Kraton. Mit der Ostflanke vom Antananarivo Kraton verband sich der Antogil-Block, bestehend aus den beiden Kraton-Fragmenten Antogil und Masora. Dieser Block hatte seinen Ursprung vom südindischen Kraton Dharwar Kraton.
Die Kollision vom Antogil-Block mit dem Kraton Antananarivo erzeugte die Betsimisaraka-Geosutur zwischen beiden Krustenblöcken. Diese wird als Subduktionsrandzone vom Malagasy-Ozean angesehen als dieser subduzierte und verschwand.
Im Zusammenhang mit der Antananarivo-Entwicklung ist auch die Entstehung von sedimentären Einheiten, wie der Bemarivo-Gürtel, die Vohibory-Domaine, die Androyen-Einheit und der Molo-Bereich, zu sehen.
Es wird vermutet, dass sich der Antogil Block, und damit Madagaskar, um 96 bis 84 mya wieder vom indischen Dharwar Kraton löste, nachdem sich Indien einschließlich Madagaskar bereits um 160 bis 158 mya von Ostafrika gelöst hatte. Seitdem ist Madagaskar von Afrika durch den Indischen Ozean getrennt.

## Gesteine, Metamorphosen, Fazies

### Arabisch-Nubischer Schild
Die Gesteine vom Arabisch-Nubischen Schild werden als juvenile Krustenteile (neu gebildete ozeanische Krusten) angesehen, die durch partielles Aufschmelzen des mittleren bis oberen Mantels infolge von Ozeanbodenspreizungen entstanden. Sie erzeugten meist magmatische Granitoide. An Suturen (Nahtstellen) und Kontinentalrändern sind viele Ophiolithsequenzen, ozeanische Lithosphärenbestandteile (obere Erdschichten), nachweisbar, die bei Ozean-Kontinent Kollisionen auf das Festland aufgeschoben wurden.
Derartige Sequenzen kommen in der Arabischen Wüste, Ägypten, im Sudan und im Westen von Saudi-Arabien vor. Sie enthalten Peridotite, Gabbros, magmatische Sheeted Dykes (geschichtete spaltenförmige Gesteinsgänge), Pillow Laven (Kissenlaven) und sedimentäre Gesteine (Ablagerungsgesteine). Die ältesten Gesteine haben ein Alter von 880 my.
Der Zusammenschluss der ANS-Krustenteile untereinander sowie die Kollision mit den afrikanischen Kratonen und den Azania-Landmassen bewirkte eine Kompression, Verdickung, Deformation und Metamorphosen (Gesteinsumwandlungen) der betroffenen Gesteine. Die Krustenprovinzen weisen unterschiedliche Fazies (Gesteinseigenschaften) auf. Vom Süden nach Norden sind es Granulit-Fazies, Grünschiefer-Fazies und Amphibolit-Fazies mit Zeiträumen zwischen 650 und 540 mya.

### Mosambik-Gürtel
Der Mosambik-Gürtel enthält eine Vielzahl von Krustenprovinzen, Blöcken und Orogenen, die unterschiedlich entstanden sind und sich abweichend voneinander weiter entwickelt haben. Gemeinsam ist jedoch der Einfluss der Kollision dieser Strukturen im Rahmen der Pan-Afrikanischen Orogenese.

#### Neoproterozoische juvenile Krustenprovinzen
Südlich vom Arabisch-Nubischen Schild schließen sich der Eastern Granulite Nappe- und Cabo Delgado Nappe-Komplex (EGCD-Komplex) an. Innerhalb dieses Komplexes existieren div. tektonische Einheiten. Er verläuft vom östlichen Uganda über Kenia, Tansania bis Mittel-Mosambik.
Die Gesteine vom EGCD-Komplex, die sich ab ca. 990 mya bildeten, werden größtenteils als juvenile, d. h., neu gebildete ozeanische Kruste angesehen, ähnlich derjenigen vom Arabisch-Nubischen Schild. Diese Krustenteile bestehen überwiegend aus metamagmatischen und darüber liegenden metasedimentären, beide jeweils metamorph beeinflusste Komponenten.
Ein besonderes Merkmal in diesem Komplex ist das Vorkommen von marmorhaltigen Metasedimenten. Das Alter dieser Sedimente von etwa 800 bis 600 mya deutet auf die Ablagerung am Rand des Mosambik-Ozeans hin.
Zwischen 650 und 620 mya unterlagen sie tektonischen, thermischen Vorgängen und weisen nun hochgradig metamorphe und deformierte Granulit-Fazies aus.

#### Vor-Neoproterozoische umgeformte Krustenbereiche
Infolge der Kollisionsvorgänge während der Ostafrikanischen und Kuunga Orogenesen wurden Vor-Neoproterozoische Krustenbereiche an den östlichen bis südwestlichen Rändern der Kratone Kongo-SF, Tansania und Bangweulu sowie den nördlichen und östlichen Rändern der Kratone Kalahari und Zimbabwe unterschiedlich tektonisch, thermisch und strukturell umgearbeitet. Dieses trat im Western Granulite-Gürtel, den Usagaran–Ubendian-Gürteln, im Irumide-Gürtel, Südlichen-Irumide Gürtel, Unango und Marrupa-Komplex sowie im Nampula-Block auf.
Der Western Granulite-Gürtel liegt im SW Kenia und S Tansania und kontaktiert westlich die Kongo-SF und Tansania Kratone. Das Grundgebirge hat ein Alter von 3.100 bis 2.500 mya, vergleichbar mit dem vom Tansania Kraton. Zwischen 843 und 665 mya traten magmatische und sedimentäre Ereignisse auf. Die Pan-Afrikanischen Einflüsse erzeugten eine metamorphe Granulit-Amphibolit-Fazies, 580 bis 540 mya.
Die Usagaran- – und Ubendian-Gürtel verlaufen auf Tansania und Malawi. Sie liegen zwischen dem südlichen Bereich vom Tansania Kraton und dem NW vom Bangweulu-Block. Die Basis dieser Gürtel hat ein archaisches Alter von 3.100 bis 2.800 mya und entspricht demjenigen vom Tansania Kraton. Beide Gürtel weisen ähnliche magmatische Zeiträume von 2.100 bis 1.730 mya auf und weisen eine Pan-Afrikanische Metamorphose mit Grünschiefer bis Sub-Grünschiefer-Fazies, 570 bis 530 mya, auf.
Der Irumide-Gürtel erstreckt sich von Zentral-Sambia über Nord-Malawi bis Süd-Tansania und schließt nordwestlich an den Bangweulu Block an. Das Grundgebirge dieses Gürtels bildet granitoide Gneise mit einem Alter von 2.050 bis 1.930 mya, die von einer metasedimentären Decke, 1.880 bis 1.550 mya, überlagert ist. Nach der Pan-Afrikanischen Metamorphe weisen die Gesteine eine Grünschiefer- bis Sub-Grünschiefer-Fazies, 570 bis 530 mya auf.
Der Südliche Irumide-Gürtel liegt im südlichen Tansania. Die Südseite umschließt die nördliche Flanke des Kalahari Kratons. Er stellt eine komplexe Accretionszone von Terranen dar, die aus den Usagaran- und Ubendian-Gürteln, dem Irumide Gürtel und anderen Krustenteilen stammen. Die magmatischen Gesteine datieren auf 1.400 bis 1.040 mya. Der Pan-Afrikanische metamorphe Einfluss erzeugte Granulit-Amphibolit-Fazies, 616 bis 563 mya.
Der Unango und Marrupa-Komplex liegt im Norden und Zentrum von Mosambik. Die Gesteinseinheiten, 1.062 bis 946 mya, entwickelten sich vermutlich in kontinentalen Grabenbrüchen und vereinigten sich mit den Kratonen Tansania und Kongo-SF. Pan-Afrikanische Deformationen und hochgradige Metamorphosen sind zwischen 527 und 569 mya aufgetreten, die Amphibolit bis Granulit-Fazies erzeugten.
Der Nampula-Block liegt im N von Mosambik. Die ältesten Gesteine, 1.127 mya, enthalten eine polydeformierte Sequenz von oberen Amphibolit Vulkaniten aus grauen Gneisen und Migmatiten. Die Geochemie dieser Gesteine lässt auf eine Entstehung als juvenile Kruste im Inselbogen Milieu schließen. Es bildeten sich div. Terrane, die sich anschließend zusammenschlossen. Infolge der Pan-Afrikanischen Orogenese wurden die alten Gesteine tektonisch und thermisch metamorph umgewandelt und liegen als Amphibolit-Fazies, 550 bis 500 mya, vor.
Der Lurio-Gürtel, auch Lurio-Scherzone genannt, liegt im Norden von Mosambik und trennt den Nampula-Block vom nördlich anschließenden Südlichen Irumide-Gürtel und den Cabo Delgado Nappe-Komplex im Westen. Der Lurio-Gürtel entstand während der Kibara Orogene, ab 1.400 mya, und steht in Beziehung mit der Bildung des Nampula-Gürtels.

### Madagaskar

#### Paläoproterozoische Kratonbereiche
Der Antananarivo Kraton besteht aus Granitoiden, 2.550 bis 2.500 mya. Zwischen 824 und 719 mya drangen voluminöse Vulkanite aus Granit, Syenit und Gabbro ein. Der Chemismus dieser Vulkanite entspricht Magmen, die in Bereichen von Subduktionszonen entstehen. Der gesamte Kraton wurde zwischen 700 und 532 mya thermisch und tektonisch beeinflusst. Dadurch erhielten die ursprünglichen Gesteine eine Granulit-Fazies mit Entwicklung einer gneisartigen Anordnung.
Auf dem Antananarivo Kraton haben sich Gesteine der Tsaratanana Platte abgelagert, die zwischen 2.750 und 2.490 mya entstanden und um 2.500 mya deformiert wurden. Die Platte ist durch Mylonit-Zonen vom darunter liegenden Kraton getrennt.
Die Itremo Platte schließt sich im SW an den Antananarivo Kraton an. Sie besteht aus Sedimentgesteinen, die ungleichmäßig Amphiboliten und Gneisen aufliegen, die wiederum mit den Orthogneisen des Antananarivo Kratons vergleichbar sind. Diese Sedimentgesteine stammen möglicherweise von ostafrikanischen Quellen ab und wurden zwischen 1.700 und 804 mya abgelagert.

#### Neoproterozoische juvenile Krustenprovinzen
Die breite Betsimisaraka Suturzone trennt die Kratone Antananarivo und Antogil. Sie besteht aus Metasedimenten und enthält zahlreiche ultramafische und mafische Gesteine, die als Überreste einer ozeanischen Lithosphäre (obere geologische Schichten der Erde) angesehen werden. Daraus wird geschlossen, dass diese Sutur die Subduktionsrandzone des Malagasy Ozeans zwischen den beiden Kratonen war. Die Sedimente entstammen dem indischen Dharwar Kraton und wurden zwischen 800 und 550 mya abgelagert.
Der Bemarivo Gürtel enthält zwei unterschiedliche juvenile Terrane, die sich als Inselbogen-Komponenten in verschiedenen Ozeanarrealen entwickelten. Im südlichen, älteren Terran entstanden hochgradig metamorphierte Paragneise, die sich aus metasedimentären, d. h., umgewandelten Sedimentgesteinen paläoproterozoischen Alters bildeten. Die Gesteine des südlichen Terrans weisen obere Amphibolit bis Granulit-Fazies auf. Das nördliche, jüngere Terran entstand im östlichen Bereich von Azania und enthält überwiegend metamorphe Suprakrustale Gesteine (an der Oberfläche abgelagerte Vulkanite oder Sedimentgesteine) aus magmatischen und magmatisch-sedimentären Abfolgen, 750 bis 740 und 720 mya. Die Fazies des nördlichen Blocks ist als Amphibolit bis Grünschiefer gekennzeichnet. Diese können mit den Seychellen und NW-Indien in Verbindung gebracht werden. Der Zusammenschluss beider Krustenblöcke untereinander erfolgte zwischen 563 und 532 mya und beide mit dem nördlichen Madagaskar-Kratonbereich um 540 bis 520 mya.
Das Vohibory-Domaine besteht aus juveniler Kruste mit mafischen Granuliten, Amphiboliten und Sedimentgesteinen, die unter intra-ozeanischen Bedingungen zwischen 910 und 760 mya aus Inselbogen-Komponenten entstanden. Zwischen 630 und 600 mya unterlagen sie tektonischen und thermischen Umwandlungen als die Krustenbestandteile zusammenstießen. Die Vohibory Domaine ähnelt dem Eastern Granulite-Gürtel in Tansania, so dass sich die juvenile Kruste im Mosambik-Gürtel von Süd-Kenia über Tansania bis hin zu Madagaskar erstreckt.
Die Androyen-Einheit besteht aus hochgradig umgeformten Metasedimenten. Die Umwandlung erfolgte unter ultra hohen Temperaturen. Ein unter der Sedimentdecke vermutetes archaisches Grundgebirge konnte bisher noch nicht bestätigt werden. Die Ablagerung der Sedimente erfolgte zwischen 620 und 560 mya.
Im Molo Bereich wurden Metasedimente in einer dreiecksförmigen Zone zwischen der Itremo Platte und der Androyen-Einheit abgelagert. Die Ausgangsgesteine mit einem Alter von 620 bis 560 mya entstammen einem Becken, das Zentralmadagaskar von Ostafrika trennte.

## Klima
Das Ostafrikanische Orogen hatte deutlichen Einfluss auf die Strömungsverhältnisse in der Atmosphäre und der Ozeane. Es bildete eine etwa 6.000 km lange und hohe Barriere für die vorherrschende globale Westwindzone, vergleichbar mit den heutigen Anden und Rocky Mountains.
Im Cryogenium herrschte zwischen 660 und 635 mya weltweit ein Eiszeitalter, die Marinoische Eiszeit, die zum Schneeball Erde führte. Glaziale Sedimente, wie z. B. Geschiebemergel, Dropstones, Warven und Diamiktite sowie Gesteinskritzungen und paläomagnetischen Rekonstruktionen lassen eindeutig auf Vereisungen bis in Äquatornähe schließen.
Nach dem Ende des Cryogeniums stiegen die Temperaturen wieder global an.